# Lýttos
Lýttos (en grec moderne : Λύττος) est un village du dème de Minóa Pediáda, en Crète, en Grèce. Selon le recensement de 2011, le village compte 234 habitants. Il est situé à une altitude de 510 m.
Jusqu'en 1987, le village s'appelait Xidás (en grec moderne : Ξιδάς).